# Rhipidocephala flavipes
Rhipidocephala flavipes är en tvåvingeart som beskrevs av Hermann 1926. Rhipidocephala flavipes ingår i släktet Rhipidocephala och familjen rovflugor. Inga underarter finns listade i Catalogue of Life.